# Jan Eustachy von Westernach
Jan Eustachy von Westernach (ur. 16 grudnia 1545 w Neuendettelsau, zm. 25 października 1627 w Mergentheim) – administrator urzędu wielkiego mistrza i mistrz krajowy niemiecki zakonu krzyżackiego w latach 1625–1627.

## Życiorys
Pochodził z zubożałej rodziny szlacheckiej. Wcześnie osierocony przez ojca, przez matkę został przeznaczony do stanu duchownego. Do zakonu wstąpił w 1566 roku. Piastował różne godności w Ellingen, Mergentheim, we Frankfurcie. Od 1585 jako komtur krajowy Frankonii służył wiernie jako prawa ręka Maksymilianowi Habsburgowi i przygotowywał go do objęcia godności wielkiego mistrza. W 1587 uczestniczył w wyprawie młodego Habsburga do Polski i brał udział w działaniach wojennych. Po klęsce wrócił do Mergentheim gdzie przeciwdziałał próbom odzyskania władzy przez Henryka von Bobenhausena. W latach 1593–1599 przebywał wraz z Maksymilianem Habsburgiem na Węgrzech i w Chorwacji. Często również posłował w tajnych misjach dworu cesarskiego. W 1612 został koadiutorem wielkiego mistrza zakonu krzyżackiego. Jan Eustachy von Westernach jako zaufany stronnik Habsburgów zrezygnował jednak z kandydowania na najwyższy urząd w zgromadzeniu i w 1618 roku doprowadził do wyboru wielkim mistrzem Karola Habsburga. Był jedną z najbardziej wpływowych osób w zakonie i gdy w 1624 roku biskup wrocławski zmarł, von Westernach wysunął na jego następcę Leopolda Wilhelma Habsburga. Młody wiek arcyksięcia nie pozwalał mu jednak na objęcie godności wielkiego mistrza dlatego też kapituła zadecydowała, że w takiej sytuacji tymczasowym zwierzchnikiem zakonu zostanie Jan Eustachy von Westernach. Wiekowy starzec zgodził się i wybrano go na urząd 19 marca 1625 roku. 
Jako zwierzchnik zakonu von Westernach musiał zmierzyć się z problemami spowodowanymi toczącą się wojną trzydziestoletnią. Pod naciskiem cesarza przystąpił do Ligi Świętej. Marzył o wyprawie do Prus celem odzyskania tego kraju z rąk Hohenzollernów. Snuł plany przeniesienia zakonu do Chorwacji lub na Węgry. Zmarł jednak nagle w 1627. Pochowany został w Mergentheim.
W życiu prywatnym cechował go nepotyzm. Będąc blisko związanym z dworem Habsburgów wyjednywał od cesarza różne przywileje i nadania dla swoich krewnych. Cenił również biżuterię, szczególnie złote łańcuchy. 